# Тырлова Балка
Тырлова Балка (укр. Тирлова Балка) — село в Устиновской поселковой общине Кропивницкого района Кировоградской области Украины.
До 2020 года входило в Устиновский район
Население составляло 102 человека на 2024 год.
Население по переписи 2001 года составляло 219 человек. Почтовый индекс — 28610. Телефонный код — 5239. Код КОАТУУ — 3525882303.